# Володимир Шпідла
Владімір Шпідла (чеськ. Vladimír Špidla; нар. 22 квітня 1951, Прага, ЧССР) — чеський політик, прем'єр-міністр Чехії з 12 липня 2002 року по 19 липня 2004 року, в 2004–2010 — європейський комісар з працевлаштування, соціальних питань та рівних можливостей.

## Життєпис
Народився в Празі, в 1976 році закінчив філософський факультет Карлового університету, де вивчав історію.
Після «оксамитової революції» взяв активну участь в політичному житті міста Йиндржихув-Градец, де він у той час проживав. Шпідла приєднався до Чеської соціал-демократичної партії, в 1992 році увійшов до Президії партії, в 1997 році став віце-головою ЧСДП, а в квітні 2001 року став головою партії. Член чеського парламенту з 1996 року.
З 1998 по 2002 Шпідла був віце-прем'єром в уряді Мілоша Земана, а також обіймав посаду міністра праці і соціальних питань.
12 липня 2002 року Шпідла став четвертим прем'єр-міністром Чехії. На посаді прем'єр-міністра Шпідла приділяв особливу увагу підтримці бюджету з встановленим Євросоюзом рівнем дефіциту.
19 липня 2004 року Шпідла пішов у відставку після невдалих для соціал-демократів виборів до Європарламенту. Новим прем'єр-міністром став його однопартієць, міністр внутрішніх справ Станіслав Гросс, який в цей час був одним з найпопулярніших політиків у країні.
Також Шпідла був виконуючим обов'язки президента Чехії з 2 лютого по 7 березня 2003 року.
У 2004 році Шпідла став європейським комісаром з працевлаштування, соціальних питань та рівних можливостей.
В оновленому 9 лютого 2010 року складі Європейської комісії його місце представника Чехії зайняв Штефан Фюле, а посаду єврокомісара — Андор Ласло.